# Veronica antalyensis
Veronica antalyensis är en grobladsväxtart som beskrevs av M.A. Fischer. Veronica antalyensis ingår i släktet veronikor, och familjen grobladsväxter. Inga underarter finns listade i Catalogue of Life.